# ألين روبنسون
ألين روبنسون (بالإنجليزية: Allen Robinson) هو لاعب كرة قدم أمريكية أمريكي، ولد في 24 أغسطس 1993 في ديترويت في الولايات المتحدة.

## وصلات خارجية
- ألين روبنسون على موقع مرجع كرة القدم المحترفة.كوم (الإنجليزية)